# Grungni
Grungni is een god van de dwergen in het spel Warhammer van Games Workshop, naast Grimnir en Valaya.

## Ontstaan
De dwergengoden werden door de tijd heen langzaam uitgekerfd uit de rotsen. Aangezien de dwergen geloven dat ze rechtstreeks van hun goden afstammen, voelen de dwergen zich nu nog altijd sterk verbonden met rotsen en de aarde. 

## Aspecten
Grungi is de god van de mijnbouw en dus de belangrijkste god in de ogen van de meeste dwergen. Hij leerde de dwergen in de rotsen graven, metaal ontginnen en het omsmeden tot gebruiksvoorwerpen en wapens. Hij leerde de dwergen ook de kunst van de runenmagie. Hij smeedde de magische bijlen van Grimnir. 

## Schrijnen
In elke vestiging van de dwergen kan je wel een schrijn voor deze godheid vinden. De rijkste vereringplaatsen zijn te vinden in Karaz-A-Karak maar de grootste schrijn ligt in Karak Azul.